# 위태로운 이야기
《위태로운 이야기》는 2007년 4월에 발매된 박정현의 미국내 첫 싱글 음반이다.
싱글 곡인 〈위태로운 이야기〉를 R&B(리듬 앤드 블루스)와 Acoustic(어쿠스틱) 등 두 가지 판으로 편곡해 실었으며, 각각에서 목소리를 제외한 판(Instrumental)도 실려 있다. 김옥빈이 주인공으로 출연한 뮤직비디오를 통해 발매 전부터 이 곡은 인기를 얻었다.
일반적인 투명 플라스틱 케이스가 아닌 접혀지는 종이 상자 형태의 케이스에 CD 한 장과 뮤직비디오의 컨셉트를 담은 김옥빈의 사진 엽서를 포함한 패키지로 출시되었다. 포함된 CD는 하이브리드 CD로 되어 있어, 컴퓨터를 사용할 경우 뮤직비디오, 제작 과정, 인터뷰 등의 부가 자료를 검색할 수 있다.

## 수록곡 목록
1. 위태로운 이야기 (Acoustic ver.) (4:15)
2. 위태로운 이야기 (R&B ver.) (4:23)
3. 위태로운 이야기 (Acoustic ver., Instrumental) (4:15)
4. 위태로운 이야기 (R&B ver., Instrumental) (4:23)